# Walter Williams (periodista)
Walter Williams (Boonville, 2 de julio de 1864 – Columbia, 29 de julio de 1935) fue un periodista y educador estadounidense. Fundó la primera escuela de periodismo del mundo en la Universidad de Misuri, y más tarde se desempeñó como presidente de la universidad. Como internacionalista, promovió los ideales del periodismo en todo el mundo y a menudo se le conoce como "el padre de la educación periodística".

## Trayectoria
Williams se quedó huérfano cuando tenía 14 años, lo que le obligó a abandonar la escuela para ayudar a mantener a sus hermanos. Aunque dejó de asistir a las clases, se graduó en Boonville High School en 1879. Consiguió un trabajo como aprendiz en el periódico Boonville Topic donde ganaba 75 centavos a la semana. En 1884, el Boonville Topic se fusionó con el Boonville Advertiser y, a pesar de tener sólo 20 años, Williams fue contratado como editor. Dos años más tarde, se convirtió en copropietario del periódico y fue elegido presidente de la Missouri Press Association. En 1888, trabajó haciendo comunicados de prensa para la Penitenciaría Estatal de Misuri. Pero dimitió después de que el director de la prisión comenzara a censurar sus artículos. Comenzó a editar el Columbia Herald en 1889 y a publicar en los periódicos de Jefferson City, Kansas City y San Luis. Se casó con Hulda Harned en 1892 y, tres años más tarde de su boda, en 1895, fue nombrado presidente de la National Editorial Association. Trabajando con su empleador Edwin William Stephens a través de la Missouri Press Association, Williams ayudó a fundar la Sociedad Histórica Estatal de Misuri en 1898.
A finales de la década de 1890, Williams comenzó a presionar a la Asamblea General de Misuri y a la Junta de Curadores de la Universidad de Misuri para que establecieran una escuela de periodismo. Muchos editores y propietarios de periódicos objetaron que los reporteros deberían seguir la ruta tradicional de los aprendices para la capacitación. Sin embargo, la Asamblea General y los curadores finalmente aprobaron la creación del Colegio de Periodismo en 1905 con Williams como decano. Después de un cierto retraso, la Escuela de Periodismo fue finalmente establecida en 1908 con noventa y siete estudiantes atendidos por tres miembros de la facultad.
En 1902, Williams viajó a 27 naciones en cuatro continentes para dar a conocer la Exposición Universal de San Luis (1904) a la prensa internacional. Como decano de la Escuela de Periodismo, continuó viajando por todo el mundo, sirviendo como un implacable publicista tanto para la escuela como para la profesión periodística. En 1915, fue elegido presidente del Congreso Mundial de la Prensa, y dirigió sus primeras sesiones formales en Honolulu, Hawái, en 1921. Ese mismo año, dio conferencias en Pekín y Shanghái, y estableció un departamento de periodismo en la Universidad de Yenching en China en 1928. Una de sus primeras acciones como decano fue crear el periódico de la Universidad de Misuri (ahora Columbia Missourian) para que sus estudiantes adquirieran experiencia práctica en el manejo de un periódico mientras recibían su educación.
No pasó mucho tiempo antes de que otros colegios y universidades de Estados Unidos comenzaran a emular el programa de la Universidad de Misuri. Sin embargo, Williams se preocupó cada vez más de que no se adhirieran a los mismos altos estándares periodísticos y de profesionalismo que se enseñan en "Mizzou". Así, en 1914 creó el Credo del periodista, una declaración de pautas profesionales que, a menudo, se evoca como el código deontológico definitivo para los periodistas. Está publicado en bronce en el National Press Club en Washington D.C.
En 1930, estableció la Medalla de Honor de Misuri por Servicio Distinguido en Periodismo. Ese mismo año, escribió Missouri, Mother of the West con el historiador Floyd Calvin Shoemaker. Fue miembro de la Junta del Premio Pulitzer durante los años 1931-32. Como miembro de la Junta de Curadores de la Universidad de Misuri, Williams se convirtió en presidente de la universidad en 1931. Asumió el liderazgo cuando Mizzou, al igual que muchas otras instituciones estadounidenses de educación superior, estaba luchando con los problemas de financiación debidos a la Gran Depresión. Para que su facultad pudiera recibir los aumentos que tanto necesitaba, Williams redujo su propio salario. Su salud comenzó a empeorar a medida que avanzaba su presidencia, y murió de neumonía tras haber sido diagnosticado de cáncer de próstata en julio de 1935 mientras aún ocupaba el cargo. Fue enterrado en el cementerio de Columbia.

## Reconocimientos
Williams nunca asistió a la universidad, aunque se le confirieron títulos honoríficos en Missouri Valley College en 1900, en la Universidad Estatal de Kansas en 1909 y en la Universidad Washington en San Luis en 1926. Antes de su muerte, fue iniciado como hermano honorario de la fraternidad Acacia.
En el campus de Columbia, Misuri, se le dio su nombre a un nuevo edificio de periodismo en 1936. También, un buque Clase Liberty de la Segunda Guerra Mundial, el SS Walter Williams (casco MC No. 2291), botado en 1943, fue bautizado en su honor.
Williams tiene un grupo de académicos que llevan su nombre en la Universidad de Misuri, que son estudiantes de periodismo admitidos directamente en el programa de periodismo y que han recibido una calificación de 33 o más en su ACT (o 1450 en el SAT) en la escuela secundaria. El Walter Williams Club es el nombre de la asociación de exalumnos de los graduados de la Escuela de Periodismo de la Universidad de Misuri.